# Franz Blasch
Franz Blasch (19. února 1878, Velké Albrechtice – 1. listopadu 1915, Jaroslavl), byl stavitel v Krnově.

## Život
Po ukončení obecné a měšťanské školy v Bílovci studoval na německé průmyslové škole v Brně, kterou ukončil maturitní zkouškou v roce 1897. Jako kreslič začínal u architekta Ernsta Latzela v Krnově a pak u Aloise Geldnera v Opavě. V roce 1904 získal 1. cenu v soutěži na stavbu spořitelny v Krnově a zároveň byl pověřen přípravou stavební dokumentace. V roce 1913 složil stavitelské zkoušky. Spolupracoval i se stavitelem Rudolfem Pohlem a povětšinou realizoval cizí projekty. V roce 1915 narukoval na ruskou frontu, kde v listopadu 1915 zemřel ve vojenské nemocnici na krvácení do mozku.

## Dílo
V Krnově

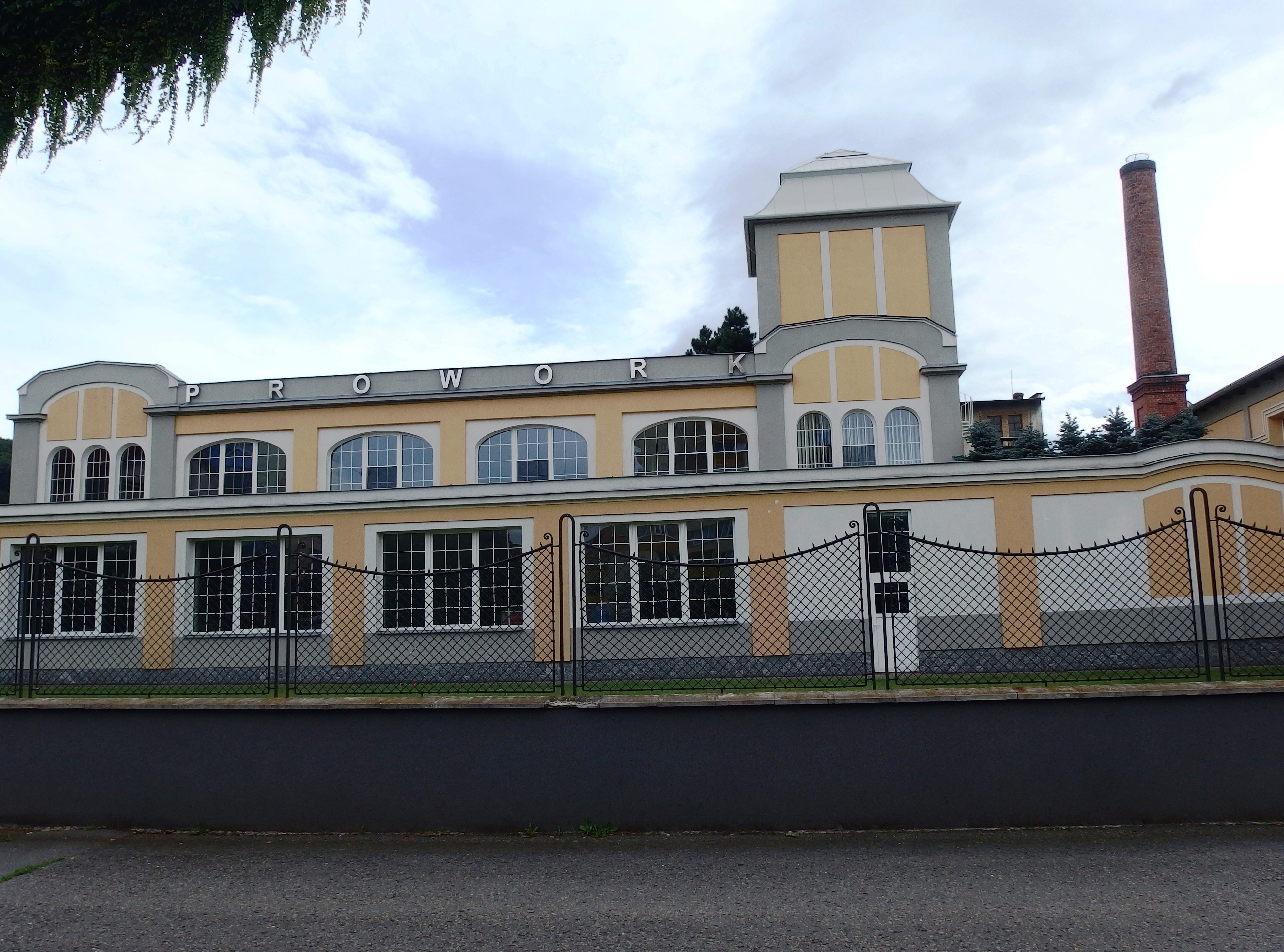
Továrna G. Gröger, Krnov

- 1907 adaptace Dělnického domu, náměstí Míru 14
- 1906–1907 projekt městské spořitelny, která navazuje na budovu radnice. Secesní barokizující stavba s členěnou fasádou (Hlavní náměstí 1)[4]
- 1908–1909 jubilejní škola, Opavská 34
- 1910 továrna G. Grögera, Opavská 52 (s Rudolfem Pohlem)
- 1911 upravoval budovu provazárny E. Prosche, 9. května 31 (s Rudolfem Pohlem)
- 1912 pošta, nám. Minoritů 11
- 1913–1916 hasičská zbrojnice, U požárníků 33
- 1907–1912 stavěl část nemocnice, I. P. Pavlova 11
- 1906–7 vila E. Rügera, Bruntálská 7, a další soukromé stavby.
- Roseggerův památník
- Evangelický kostel, projekt Franz Blasch, stavbu uskutečnil stavitel Ernst Latzel (trojlodní neogotická stavba, Husovo náměstí)[5]

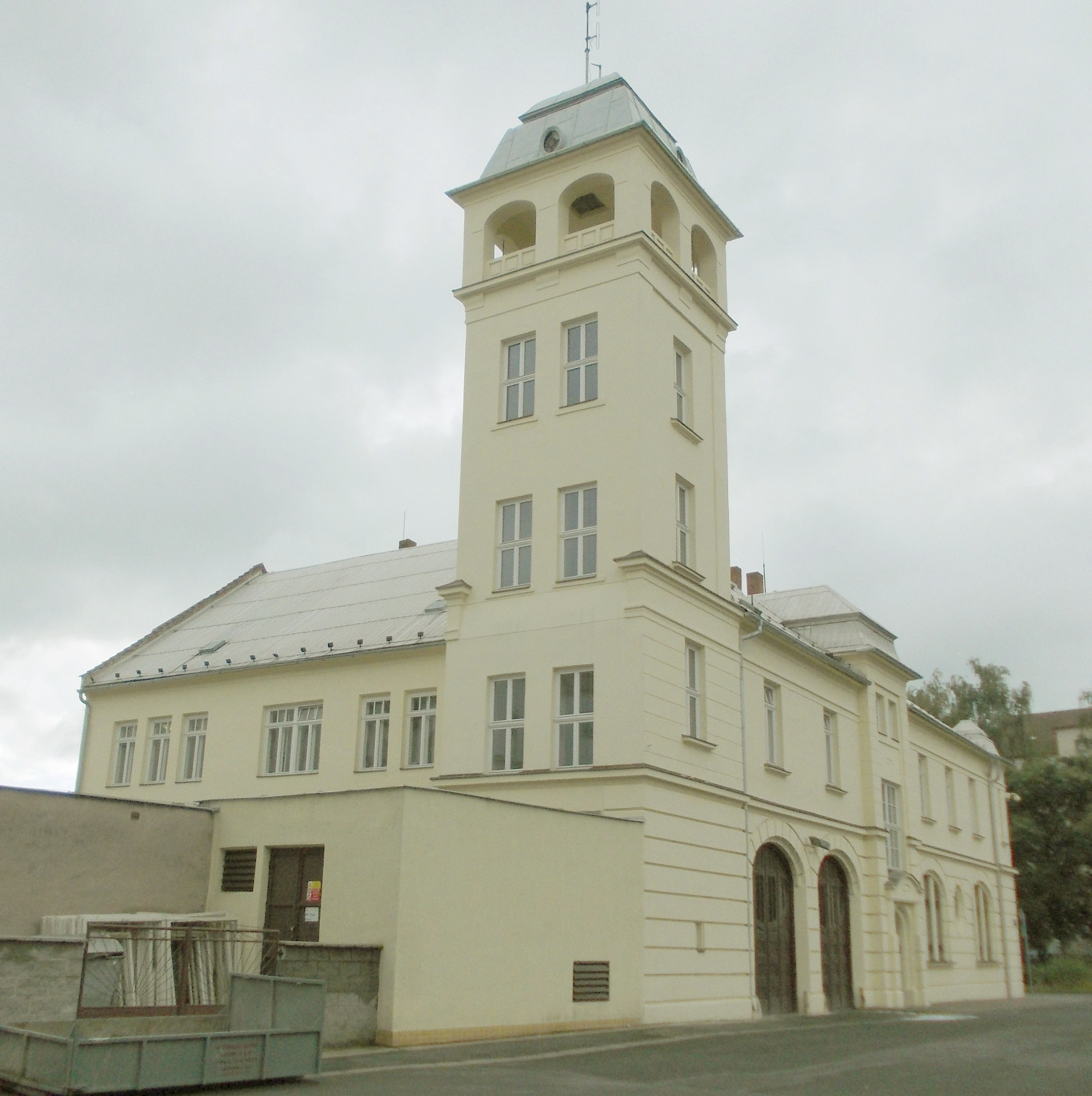
Hasičská zbrojnice v Krnově